# Der Kuhhirte und die Fee
Der Kuhhirte und die Fee (koreanischer Originaltitel: 견우와 선녀; RR: Gyeon-u-wa Seon-nyeo) ist eine südkoreanische Serie, basierend auf dem Webtoon Gyeonuwa Seonnyeo von Ahn Su-min. Die Erstausstrahlung der Serie fand vom 23. Juni 2025 bis zum 29. Juli 2025 auf dem südkoreanischen Fernsehsender tvN statt. Kurz nach ihrer TV-Ausstrahlung in Südkorea wurden die einzelnen Episoden der Serie im deutschsprachigen Raum auf Prime Video veröffentlicht.

## Handlung
Park Seong-a führt ein Leben in zwei Welten: Tagsüber ist sie eine gewöhnliche Schülerin, doch nachts wirkt sie als Schamanin und ist unter dem Namen Fräulein Fee bekannt. Ihre wahre Identität verbirgt sie vor ihren Kunden, die mit verschiedensten Fragen, Problemen und Sorgen an sie herantreten. Obwohl Seong-a über hellseherische Fähigkeiten verfügt und gegen böse Geister sowie übernatürliche Mächte kämpft, fühlt sie sich oft in ihrem Alltag gefangen. Ihr Leben erfährt jedoch eine tiefgreifende Veränderung, als sie während einer Sitzung auf ihren neuen Mitschüler Bae Gyeon-u trifft, der vom Unglück verfolgt wird. In einer Vision sieht sie, dass Gyeon-u bald sterben wird und nur noch 21 Tage zu leben hat. Bereits beim ersten Blick hat sich Seong-a Hals über Kopf in Gyeon-u verliebt und möchte ihn vor seinem drohenden Schicksal bewahren. Doch das Schicksal und die bösen Geister stellen die beide vor so manche Hürde und halten unerwartete Wendungen bereit.

## Besetzung und Synchronisation
Die deutschsprachige Synchronisation entstand nach den Dialogbüchern von Robert Weber und Sygun Liewald sowie unter der Dialogregie von Martin Brücker durch die Synchronfirma DMT Studios in Hamburg.
| Rolle        | Schauspieler   | Synchronsprecher |
| ------------ | -------------- | ---------------- |
| Park Seong-a | Cho Yi-hyun    | Elisa Pioch      |
| Bae Gyeon-u  | Choo Young-woo | Ben Küch         |
| Pyo Ji-ho    | Cha Kang-yoon  | Lino Böttcher    |

## Episodenliste
| Nr. | Deutscher Titel | Originaltitel | Erstausstrahlung (Südkorea) | Deutschsprachige Erstveröffentlichung (D/A/CH) |
| --- | --------------- | ------------- | --------------------------- | ---------------------------------------------- |
| 1   | Folge 1         | 1화           | 23. Juni 2025               | 23. Juni 2025                                  |
| 2   | Folge 2         | 2화           | 24. Juni 2025               | 24. Juni 2025                                  |
| 3   | Folge 3         | 3화           | 30. Juni 2025               | 30. Juni 2025                                  |
| 4   | Folge 4         | 4화           | 1. Juli 2025                | 1. Juli 2025                                   |
| 5   | Folge 5         | 5화           | 7. Juli 2025                | 7. Juli 2025                                   |
| 6   | Folge 6         | 6화           | 8. Juli 2025                | 8. Juli 2025                                   |
| 7   | Folge 7         | 7화           | 14. Juli 2025               | 14. Juli 2025                                  |
| 8   | Folge 8         | 8화           | 15. Juli 2025               | 15. Juli 2025                                  |
| 9   | Folge 9         | 9화           | 21. Juli 2025               | 21. Juli 2025                                  |
| 10  | Folge 10        | 10화          | 22. Juli 2025               | 22. Juli 2025                                  |
| 11  | Folge 11        | 11화          | 28. Juli 2025               | 28. Juli 2025                                  |
| 12  | Folge 12        | 12화          | 29. Juli 2025               | 29. Juli 2025                                  |